# Spinosomatidia tuberipennis
Spinosomatidia tuberipennis är en skalbaggsart som beskrevs av Stefan von Breuning 1981. Spinosomatidia tuberipennis ingår i släktet Spinosomatidia och familjen långhorningar. Inga underarter finns listade i Catalogue of Life.